# Hasenkamp
Hasenkamp es un municipio ubicado entre los distritos Antonio Tomás y María Grande 2° del departamento Paraná, en la provincia de Entre Ríos, República Argentina. El municipio comprende la localidad del mismo nombre y un área rural.

## Toponimia
El origen de su nombre se atribuye al apellido de los fundadores de la ciudad, dos hermanos provenientes de Hannover en Alemania, Eduardo y Federico Hasenkamp. El apellido de estos inmigrantes significa en idioma alemán campo de conejos (Hasen conejo, Kamp campo).

## Historia
Fundamentalmente la generación y prosperidad de la localidad fue producto de la política colonizadora del gobierno entrerriano y del federal, y del auge explosivo del ferrocarril a fines del siglo XIX y comienzos del XX.
El pueblo fue fundado por los hermanos Eduardo y Federico Hasenkamp. El primero llegó a Argentina en 1866 y su hermano Federico en 1882. Recorrieron Santa Fe, Buenos Aires y Entre Ríos, y finalmente el 30 de julio de 1883 compraron 5400 ha al norte del departamento Paraná, distritos de Antonio Tomás y María Grande Segunda. Conformando la Sociedad Civil Hasenkamp Hnos., rubros agricultura y ganadería, en la Estancia Los Naranjos. 
A principios del siglo XX trataron de que se extienda un ramal férreo allí. Ya funcionaba el Ferrocarril Central Entrerriano de oeste a este, desde Paraná a Concepción del Uruguay. En 1906 llegó el ferrocarril y el 24 de agosto se fundó oficialmente el pueblo, luego de que Eduardo Hasenkamp presentara los planos de la Villa Hasenkamp ante el Gobierno de la provincia. Estos planos, idea y preparación de Eduardo Hasenkamp los signa el perito Carlos Wybert. El 1 de septiembre de 1907 se inauguró oficialmente, en el km 77,350 de la línea férrea.

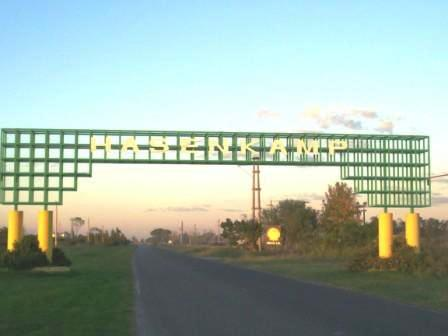
Uno de los arcos de entrada a la ciudad.

## Economía
Entre las principales actividades se pueden nombrar: la agricultura y la ganadería, la producción cerealera y oleaginosa. También se destacan los tambos. Últimamente la apicultura está presentando un fuerte crecimiento en la zona. También, en menor medida, se destacan los Carnavales, que presentan una buena fuente de ingresos en enero y febrero.
Entre sus mayores emprendimientos se encuentran una comercializadora de cereales, una consignataria de hacienda que lleva su nombre y una vasta cantidad de empresas agropecuarias con inversiones en la zona

## Clima
Hasenkamp se localiza en una zona de clima templado donde es habitual el calor y hay humedad.

## Carnavales
Las comparsas son Malibú y Marumbá, con una trayectoria de 50 años cada una.  Cada comparsa presenta alrededor de 150 integrantes. En la puesta en escena se alternan bandas en vivo. Se iniciaron como pequeñas murgas.
El desfile tiene lugar en el “Corsódromo Municipal”, inaugurado en el año 2009, que cuenta con una capacidad para 4000 espectadores.

## Parroquias de la Iglesia Católica en Hasenkamp

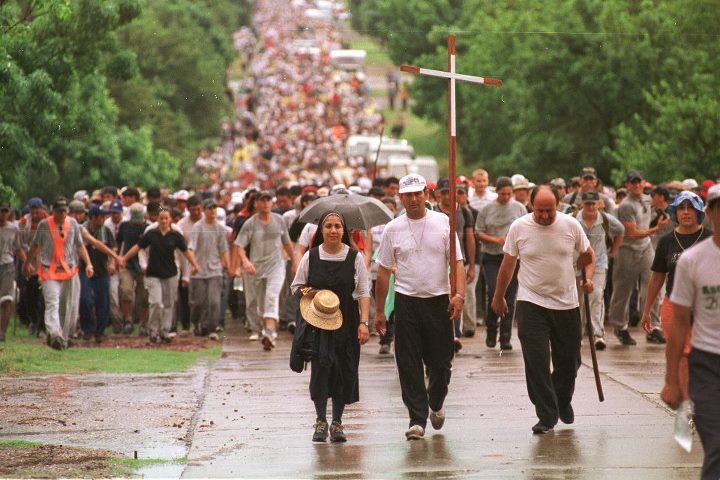
Peregrinación de los Pueblos Hasenkamp-Paraná. Considerada como la segunda peregrinación más importante del país.

| Arquidiócesis | Parroquia |
| ------------- | --------- |
| Paraná        | San José  |

## Deportes
En la localidad hay dos clubes polideportivos, el Club Atlético Hasenkamp y el Club Juventud Sarmiento. Entre los deportes que se practican se destacan: fútbol, tenis, vóley, beach vóley, pádel, entre otros.